# Csehszlovák női labdarúgó-bajnokság (első osztály)
A Liga žen, a korábbi Csehszlovákia női labdarúgó bajnokságaként működött 1969–1993-ig, az ország kettéválásáig.

## Története
Az első ismert csehszlovák női labdarúgó mérkőzést az 1930-ban alapított 1. ČDFK Brno együttese játszotta 1936 szeptemberében a DFC Austria Wien csapatával.
1968-ban Szlovákiában a Rapid Bratislava megnyerte az első pontvadászatot, míg a cseh oldalon 1969 óta rendeztek női labdarúgó-bajnokságot. A küzdelmekben a cseh és a szlovák fél is avatott bajnokot egészen 1988-ig, innentől kezdve pedig a két bajnok mérkőzött meg a csehszlovák bajnoki serlegért.

## Bajnokok
Az alábbi táblázat a csehszlovák női bajnokságok győzteseit tartalmazza.
| 1. Liga Ženské |                     |                           |                  |
| 1967–68        |                     | Rapid Bratislava          |                  |
| 1968–69        |                     | Dukla ZPA Prešov          |                  |
| 1969–70        | Slavia Praha        | Dukla ZPA Prešov (2)      |                  |
| 1970–71        | Slavia Praha (2)    | Dukla ZPA Prešov (3)      |                  |
| 1971–72        | Slavia Praha (3)    | Dukla ZPA Prešov (4)      |                  |
| 1972–73        | Uhelné Sklady Praha | Dukla ZPA Prešov (5)      |                  |
| 1973–74        | Slavia Praha (4)    | Skloplast Trnava          |                  |
| 1974–75        | Slavia Praha (5)    | Skloplast Trnava (2)      |                  |
| 1975–76        | Sparta Praha        | Skloplast Trnava (3)      |                  |
| 1976–77        | Sparta Praha (2)    | Skloplast Trnava (4)      |                  |
| 1977–78        | Sparta Praha (3)    | Skloplast Trnava (5)      |                  |
| 1978–79        | Slavia Praha (6)    | Skloplast Trnava (6)      |                  |
| 1979–80        | Sparta Praha (4)    | Skloplast Trnava (7)      |                  |
| 1980–81        | Sparta Praha (5)    | Slávia SSM Holíč          |                  |
| 1981–82        | Sparta Praha (6)    | Agrostav Spišská Nová Ves |                  |
| 1982–83        | Slavia Praha (7)    | Slávia SSM Holíč (2)      |                  |
| 1983–84        | Sparta Praha (7)    | Skloplast Trnava (8)      |                  |
| 1984–85        | Sparta Praha (8)    | Slávia SSM Holíč (3)      |                  |
| 1985–86        | Sparta Praha (9)    | Skloplast Trnava (9)      |                  |
| 1986–87        | Slavia Praha (8)    | Slávia SSM Holíč (4)      |                  |
| 1987–88        | Slavia Praha (9)    | Skloplast Trnava (10)     |                  |
| 1988–89        | Sparta Praha (10)   | Skloplast Trnava (11)     | Sparta Praha     |
| 1989–90        | Sparta Praha (11)   | Skloplast Trnava (11)     | Sparta Praha (2) |
| 1990–91        | Sparta Praha (12)   | Slávia SSM Holíč (5)      | Sparta Praha (3) |
| 1991–92        | Slavia Praha (10)   | Slávia Filosof Bratislava | Slavia Praha     |
| 1992–93        | Slavia Praha (11)   | 1. FC Košice              | Slavia Praha (2) |